# هارفي غولاب
هارفي غولاب (بالإنجليزية: Harvey Golub)‏ هو مسير أعمال أمريكي، ولد في 16 أبريل 1939 في نيويورك في الولايات المتحدة.

## وصلات خارجية
- هارفي غولاب على موقع إن إن دي بي (الإنجليزية)